# Howard Wales
Pour les articles homonymes, voir Wales.
Howard Wales né à Milwaukee (Wisconsin) le 8 février 1943 et mort le 7 décembre 2020 à Redding est un claviériste américain qui a collaboré, entre autres, avec Ronnie Hawkins, Jerry Garcia, James Brown et les Four Tops.

## Biographie
Howard Wales est un musicien de studio connu pour avoir accompagné Ronnie Hawkins, les Four Tops, Freddie King, Lonnie Mack, The Coasters et d'autres. Il fait un temps partie du groupe de James Brown. Il joue aussi sur la musique du film El Topo d'Alejandro Jodorowsky.
Dans les années 1960, il est membre du groupe New Blues basé à Milwaukee. Le groupe déménage ensuite dans la région de la baie de San Francisco et change son nom en A.B. Skhy.
Pendant plusieurs mois en 1970, Howard Wales dirige les jam sessions jazz-rock au Matrix, un club de San Francisco. Jerry Garcia joue généralement de la guitare lors de ces performances improvisées. Les deux sont souvent rejoints par John Kahn à la basse et Bill Vitt à la batterie. Un album studio appelé Hooteroll?, avec ces musiciens et quelques autres, et comportant des morceaux principalement composés par Wales, est publié en 1971. Un album live enregistré lors des jam sessions de Matrix, Side Trips, Volume One, sort en 1998.
Wales participe ensuite à l'album American Beauty de Grateful Dead en 1970. Il joue de l'orgue sur les chansons Truckin' et Candyman et du piano sur Brokedown Palace, puis les accompagne en tournée, sans toutefois parvenir à intégrer le groupe durablement.
Habile à accompagner des artistes de rock ou de rhythm and blues, Wales joue également du free jazz et sort plusieurs albums solo dans ce style.

## Sélection discographique
- A.B. Skhy – A.B. Skhy (1969)
- Music of El Topo – Shades of Joy (1970)
- American Beauty – Grateful Dead (1970)
- Hooteroll? – Howard Wales and Jerry Garcia (1971)
- Rendezvous With The Sun – Howard Wales (1976)
- Side Trips, Volume One – Howard Wales and Jerry Garcia (1998)
- The Monk in the Mansion – Howard Wales (2000)
- Complex Simplex – Howard Wales (2001)
- Between Two Worlds – Howard Wales (2006)